# 방사제

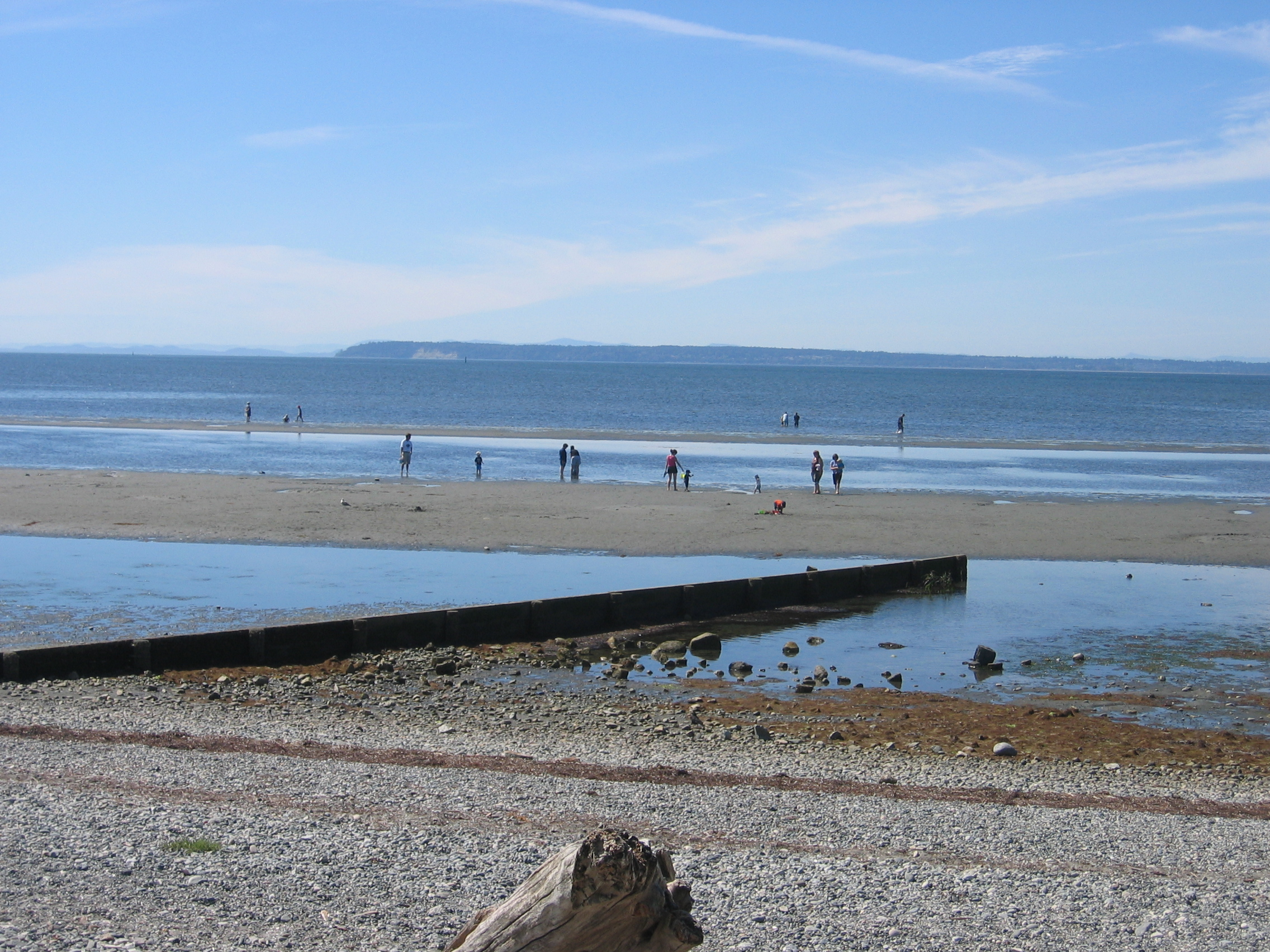
방사제

방사제는 비용 대비 효율면에서 매우 뛰어난 해안선 보호 방법의 하나로서, 해변의 침식을 방지하고 바닷가 부근 얕은 수심 속에 있는 모래의 이동을 방지하기 위해 설치되는 인공 구조물을 말한다. 방사제는 해변의 중앙부를 관통하여 바다쪽으로 향하는 형태, 즉 해안선을 기준으로 보았을 때 해안선과 수직이 되는 형태로 설치가 되며, 방파제, 잡석보강공사와 더불어 해안선의 침식을 방지하기 위한 보호 방법 중 하나이다.

## 같이 보기
- 해변
- 침식